# 福尔瑟姆 (路易斯安那州)
福尔瑟姆（英語：Folsom），是美国路易斯安那州下属的一座村镇。根据2010年美国人口普查，该市有人口716人。建置上，属于“village”。